# Nadja Gilchrist
Nadja Gilchrist (* 7. Juni 1990) ist eine ehemalige US-amerikanische Tennisspielerin.

## Karriere
Nadja Gilchrist, die laut ITF-Profil Hartplätze bevorzugt, spielt hauptsächlich auf Turnieren der ITF Women’s World Tennis Tour, bei der sie bislang einen Einzeltitel und zwei Doppeltitel gewinnen konnte. Beim CIBC Wood Gundy Women’s Challenge 2014 erreichte sie das Halbfinale, in dem sie der späteren Siegerin Patricia Mayr-Achleitner mit 2:6 und 2:6 unterlag.

## Turniersiege

### Einzel
| Nr. | Datum        | Turnier             | Kategorie   | Belag     | Finalgegnerin       | Ergebnis      |
| --- | ------------ | ------------------- | ----------- | --------- | ------------------- | ------------- |
| 1.  | 10. Mai 2015 | Scharm asch-Schaich | ITF $10.000 | Hartplatz | Nuria Párrizas Díaz | 4:6, 7:5, 6:3 |

### Doppel
| Nr. | Datum          | Turnier             | Kategorie   | Belag     | Partnerin     | Finalgegnerinnen                             | Ergebnis         |
| --- | -------------- | ------------------- | ----------- | --------- | ------------- | -------------------------------------------- | ---------------- |
| 1.  | 8. Juni 2008   | Hilton Head         | ITF $10.000 | Hartplatz | Jennifer Elie | Carolina Salge Keri Wong                     | 6:1, 0:6, [10:5] |
| 2.  | 13. April 2019 | Scharm asch-Schaich | ITF $15.000 | Hartplatz | Louise Kwong  | Marcelina Podlińska Stefania Rogozińska Dzik | 6:1, 6:1         |